# Eversdijk
Eversdijk es una localidad del municipio de Kapelle, en la isla de Zuid-Beveland, provincia de Zelanda (Países Bajos). Está situada al sur de Kapelle. Hasta 1816 tuvo municipio propio.